# Комендантська вежа
55°44′58″ пн. ш. 37°36′46″ сх. д. / 55.74944° пн. ш. 37.61278° сх. д.
Комендантська вежа, Колимажна, Глуха (рос. Коменда́нтская ба́шня,  Колыма́жная, Глуха́я) — глуха вежа північно-західної стіни Московського Кремля. Була побудована в 1495 році під керівництвом  італійського архітектора Алевіза Фрязіна Старого. Спочатку отримала назву від розташованого поруч з нею Колимажного двору, де зберігалися царські вози (колимаги). Пізніше вежу почали іменувати Глухою. Сучасну назву вежа отримала у XIX столітті, коли у сусідньому Потішному палаці була облаштована резиденція московського коменданта..